# Базаринский сельский совет
Базаринский сельский совет (укр. Базаринська сільська рада) — входит в состав
Збаражского района
Тернопольской области
Украины.
Административный центр сельского совета находится в 
с. Базаринцы.

## История
- 1940 — дата образования.

## Населённые пункты совета
- с. Базаринцы
- с. Малый Глубочок
- с. Тарасовка
- с. Чёрный Лес